# Jules Charles Henri de Clermont-Tonnerre
Pour les articles homonymes, voir Clermont-Tonnerre.
 (mars 2012).
Si vous disposez d'ouvrages ou d'articles de référence ou si vous connaissez des sites web de qualité traitant du thème abordé ici, merci de compléter l'article en donnant les références utiles à sa vérifiabilité et en les liant à la section « Notes et références ».
Jules Charles Henri de Clermont-Tonnerre, né le 6 avril 1720 et mort guillotiné le 26 juillet 1794 à Paris, comte puis deuxième duc de Clermont-Tonnerre, marquis de Cruzy, de Vauvillers, comte d'Épinac, pair de France, est un militaire français du XVIIIe siècle. Lieutenant-général des armées du roi et commandant en chef de la province du Dauphiné, il a dû gérer la journée des Tuiles le 7 juin 1788 à Grenoble.

## Biographie
Jules de Clermont-Tonnerre est issu de la famille de Clermont-Tonnerre. Il est le fils de Gaspard de Clermont-Tonnerre, premier duc de Clermont-Tonnerre, maréchal de France, et d'Antoinette Potier de Villers.
Il sert au camp du pays de Messin et obtient une compagnie dans le même régiment, par commission du 16 février 1734. Il se trouve, la même année, au siège de Philippsburg, et combat à Clausen, en 1735.
Mestre de camp d'un régiment de cavalerie à son nom (régiment de Clermont-Tonnerre cavalerie), par commission du 21 février 1740, Jules de Clermont-Tonnerre commande à la prise de Prague, en 1741, au bivouac de Piseck, à l'affaire de Sahai, au ravitaillement de Frawemberg, à la défense de Prague et à la sortie faite de cette ville, en 1742. Il rentre en France avec l'armée, au mois de février 1743, se trouve, cette même année, à la bataille de Dettingen et fait la campagne en Haute-Alsace, sous le maréchal de Coigny. Il sert, en 1744, à l'armée de Flandre commandée par le maréchal de Saxe, qui couvre les sièges de Menin, d'Ypres et de Furnes, et occupe le camp de Courtrai pendant le reste de la campagne, malgré la grande supériorité des ennemis.
En 1745, Jules de Clermont Tonnerre commande son régiment à la bataille de Fontenoy, au siège de la ville et citadelle de Tournai, à ceux de Termonde, d'Audenarde et d'Ath, au siège de la citadelle d'Anvers et à la bataille de Rocourt, en 1746. Créé brigadier des armées du roi, par brevet du 20 mars 1747, il commande la brigade du régiment du Roi-Cavalerie à la bataille de Lauffeld, le 2 juillet. Il se rend au siège de Berg-op-Zoom, le 29 août et y sert jusqu'à la prise de celte place. Il se trouve au siège de Maastricht, en 1748 et au camp d'Aimeries, en 1754. Employé à l'armée d'Allemagne, par lettres du 1er mars 1757, il combat à la bataille d'Hastembeck et concourt à la prise de plusieurs places de l'électorat de Hanovre.
Promu au grade de maréchal de camp, le 1er mai 1748, il est employé en cette qualité en Normandie, par lettres du 1er août 1748 suivant et y sert jusqu'à la paix sous les ordres du duc d'Harcourt.
Jules-Charles-Henri, comte de Clermont-Tonnerre est créé lieutenant-général des armées du roi, par pouvoir du 25 juillet 1762 et nommé commandant en Dauphiné en survivance de son père le maréchal de Clermont-Tonnerre.

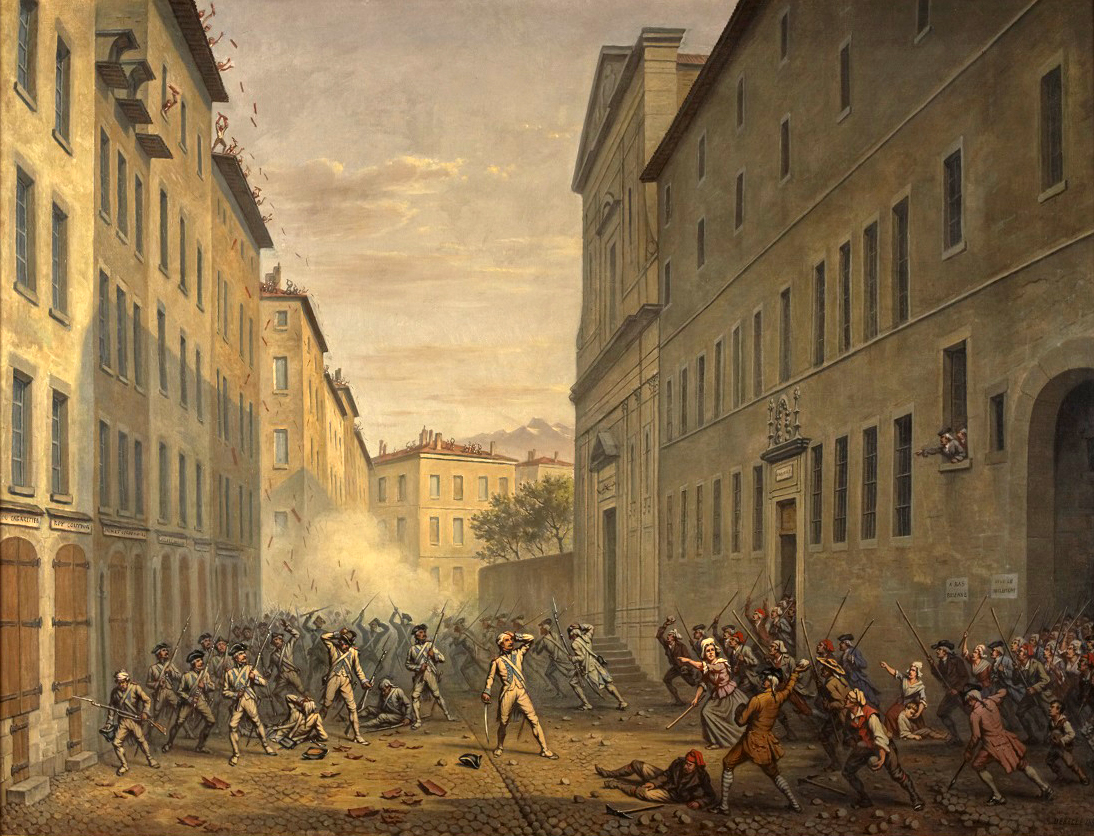
La Journée des Tuiles du 7 juin 1788 par Alexandre Debelle,
(musée de la Révolution française).

Il hérite du titre de duc et de pair de France en 1781, à l'âge de 61 ans. Il vit le plus souvent à Paris, où il possède un hôtel particulier quai de Tournelle. Le 30 mai 1784, dans la chapelle du château de Versailles, Jules Charles Henri de Clermont-Tonnerre est fait chevalier de l'ordre du Saint-Esprit, dans la treizième promotion du règne de Louis XVI. En 1788, au cours de la tentative de réforme du Garde des sceaux Lamoignon et du Premier ministre Loménie de Brienne, il doit affronter une émeute à Grenoble où il est gravement menacé par la foule durant la journée des Tuiles. Son refus de réunion des notables de la ville n'empêche pas la tenue de la Réunion des états généraux du Dauphiné quelques semaines plus tard, prémices de la Révolution française.
Son fils aîné, Charles Gaspard, natif de Paris, domicilié à Lyon, est condamné à mort à l'âge de 43 ans le 30 pluviôse an II (18 février 1794), par la commission révolutionnaire séante à Lyon. Puis, après s'être réfugié[réf. nécessaire] au couvent des Oiseaux, le 8 thermidor an II (26 juillet 1794), après avoir été jugé par Fouquier-Tinville, Jules de Clermont-Tonnerre, est à son tour exécuté, place du Trône, comme ex-duc et conspirateur. Il est enterré au cimetière de Picpus.

### Mariage et descendance
Le 5 juin 1741, il épouse, à Paris, Anne Le Tonnelier de Breteuil (1716-1793), fille de François-Victor, ministre de la Guerre de Louis XV et d'Angélique Charpentier d'Ennery. Ils ont trois enfants :
- Charles Gaspard, marquis de Clermont-Tonnerre, comte d'Epinac (1747-1794). C'est son fils Aynard qui hérite du titre à la mort de son grand-père ;
- Anne Antoine Jules, duc de Clermont-Tonnerre (1748-1830), évêque de Châlons-sur-Marne, puis cardinal et archevêque de Toulouse ;
- Gaspard Paulin de Clermont-Tonnerre, duc de Clermont-Tonnerre (1750-1842).
- Claudine Marie de Clermont-Tonnerre, décédée à l'âge d'environ 20 mois à Épinac (1751-1753).